# Claris
Pour les articles homonymes, voir Claris (homonymie).

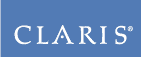
Ancien logo de Claris jusqu'en 1998.

Claris, aussi appelée Claris International Inc., est une entreprise américaine et filiale d'Apple, créée en 1987 pour développer et commercialiser des applications pour Macintosh. À la suite d'une restructuration en 1998, la société change de nom pour devenir FileMaker Inc. En 2019, Brad Freitag, nouvellement nommé à la tête de l'entreprise, annonce que FileMaker Inc. changera de nouveau de nom et reprendra le nom Claris. Cependant, son logiciel phare FileMaker Pro conservera son nom d'origine.

## Histoire
Après avoir repris le développement des logiciels MacWrite, MacPaint et MacDraw ainsi qu'AppleWorks pour Apple II, Claris rachète en 1988 l'éditeur StyleWare, qui a produit des logiciels pour Apple II, afin de mettre au point un logiciel intégré bureautique capable de rivaliser avec Microsoft Works pour Mac. À la suite d'un changement de stratégie, l'équipe de StyleWare quitte Claris en 1989 et développe seule un logiciel intégré qui sera racheté par Claris en 1990 et rebaptisé ClarisWorks.
ClarisWorks dépasse alors Microsoft Works en termes de fonctionnalités, de ventes et de popularité et devient le produit vedette de Claris. Il connaîtra six évolutions majeures.
En janvier 1998, Apple, alors en pleine restructuration, décide d'arrêter les activités de Claris, qui devient FileMaker Inc. ClarisWorks est rapatrié chez Apple et rebaptisé AppleWorks. Sa dernière version est sortie en 2004 avant d'être abandonnée. Depuis, Apple incite ses clients à se tourner vers iWork, composé d'un traitement de texte, d'un tableur et d'un logiciel de présentation.
En août 2019, FileMaker Inc. annonce le rachat de Stamplay ainsi que la nomination d'un nouveau PDG à la tête de la filiale d'Apple, Brad Freitag. Ce dernier annonce par la même occasion que FileMaker Inc. changera de nouveau de nom pour redevenir Claris.

## Les produits Claris

### 1987 à 1998
- MacWrite et ses successeurs MacWrite II et MacWrite Pro.
- MacPaint et ses successeurs MacPaint II et MacPaint Pro.
- MacDraw et ses successeurs MacDraw II et MacDraw Pro.
- HyperCard
- FileMaker
- ClarisWorks (AppleWorks)
- ClarisDraw
- Claris Emailer
- ClarisImpact
- Claris Organizer, racheté en 1998 par Palm Computing.
- Claris CAD

### Depuis 1998
- FileMaker Pro
- Claris Connect[3], une plateforme d'intégration/orchestration.